# 鐵血軍營
《鐵血軍營》（英語：The Big Red One）是1980年的美國電影，由執導兼編劇，李·馬榮、馬克·哈米爾等主演。
此電影參加1980年舉行的康城影展之單元。

## 情節與故事背景
電影以導演塞繆爾·福勒的二次世界大戰歐洲戰場經歷為主。

## 演員
- 李·馬文 飾
- 馬克·漢米爾 飾
- 羅伯特·卡拉定 飾
- 斯特凡娜·奥德朗

## 外部連結
- 開眼電影網上《鐵血軍營》的資料（繁體中文）
- 豆瓣电影上《红一纵队》的資料 （简体中文）
- 时光网上《铁血军营》的資料（简体中文）
- AllMovie上《鐵血軍營》的资料（英文）
- 爛番茄上《鐵血軍營》的資料（英文）
- Box Office Mojo上《鐵血軍營》的資料（英文）
- 互联网电影数据库（IMDb）上《鐵血軍營》的资料（英文）